# Liste des parcs d'État du Massachusetts

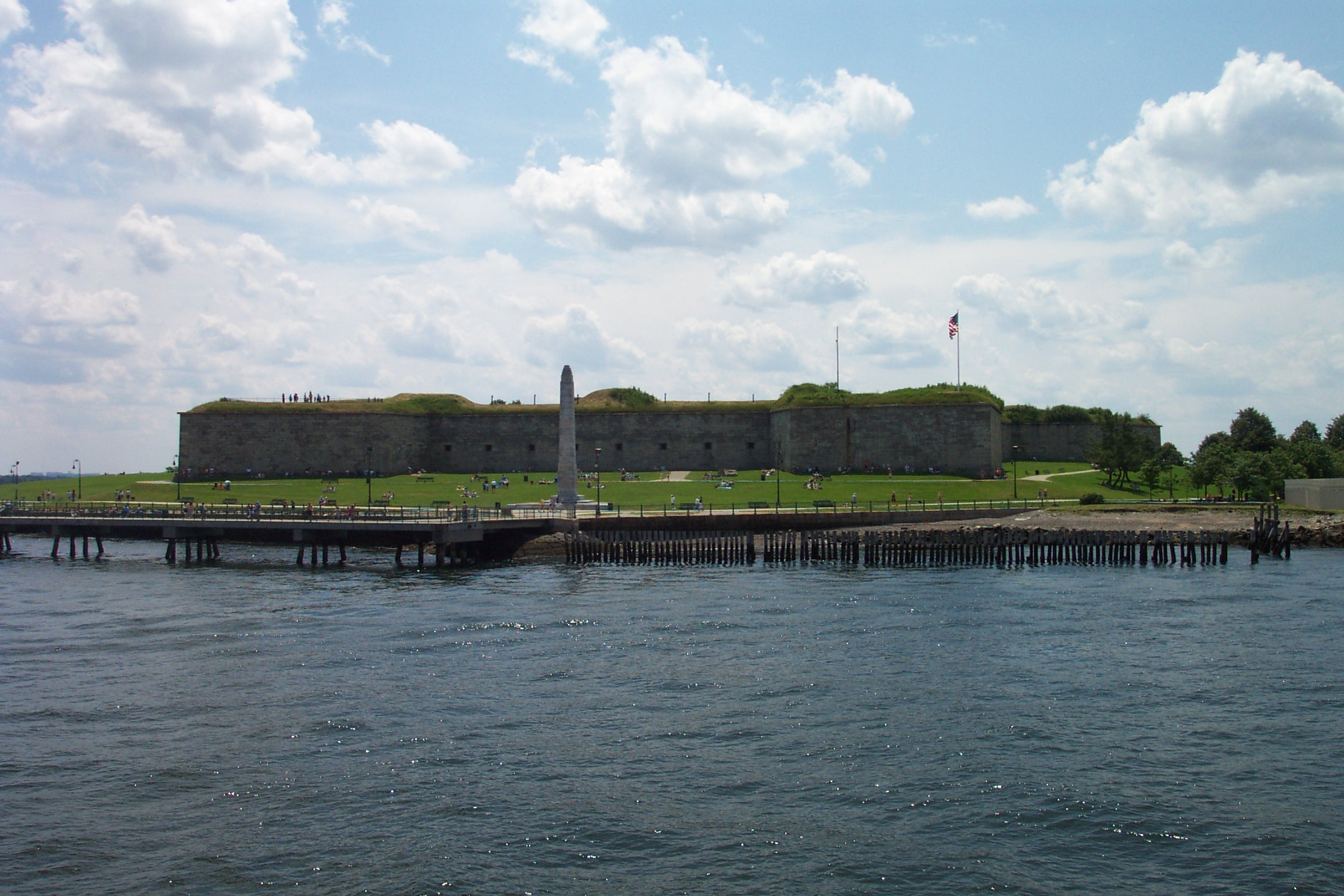
Castle Island

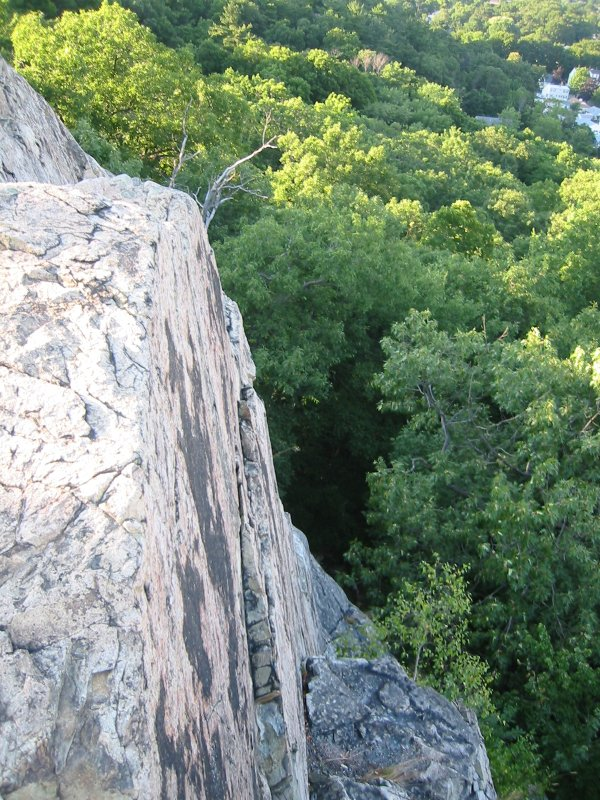
Middlesex Fells

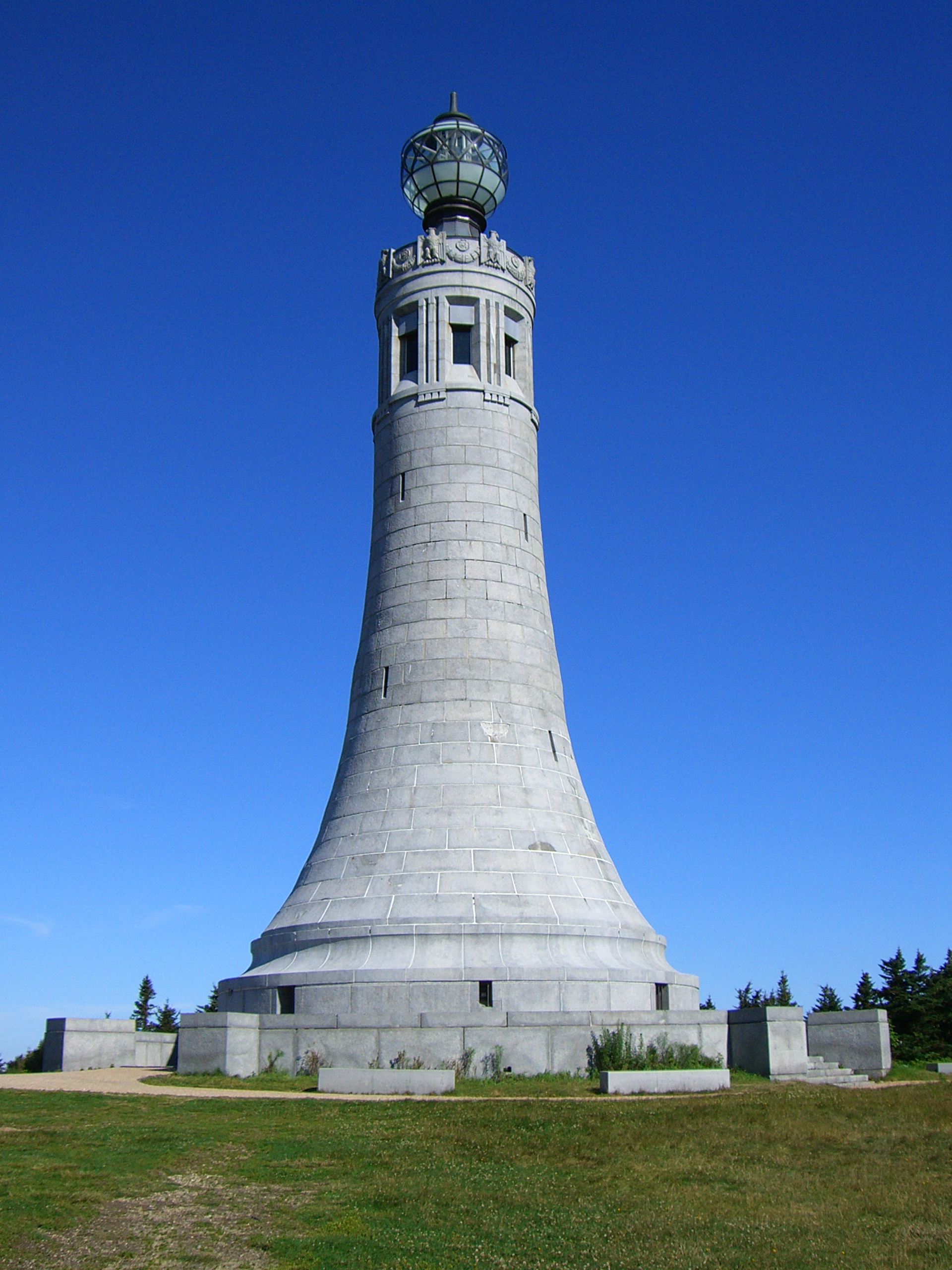
Mount Greylock

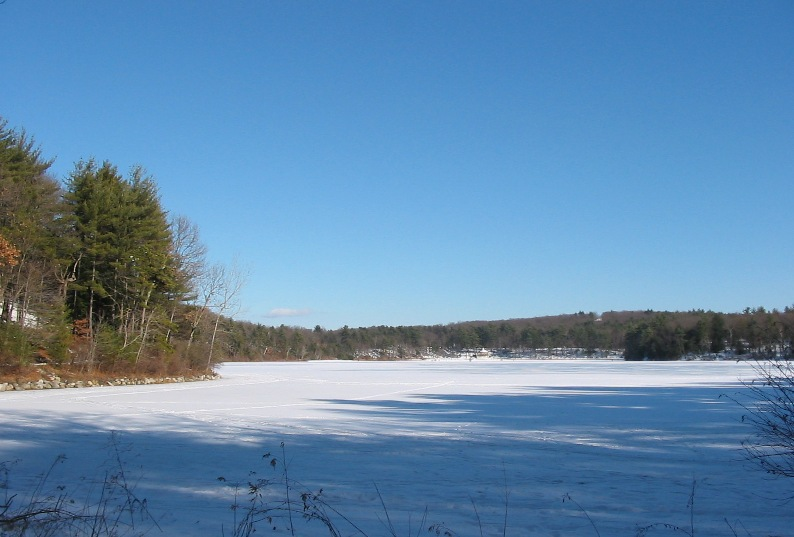
Walden Pond

Liste des parcs d'État du Massachusetts aux États-Unis d'Amérique par ordre alphabétique.
Ils sont gérés par le Massachusetts Department of Conservation and Recreation qui entretient un domaine de 1 200 km² généralement éloigné de la ville de Boston.
- Alewife Brook
- Ames Nowell
- Appalachian Trail
- Ashland
- Ashuwillticook Rail Trail
- Bash Bish Falls
- Beartown
- Beaver Brook
- Belle Isle Marsh
- Blackstone River and Canal Heritage
- Blue Hills
- Borderland
- Boston Harbor Islands
- Bradley Palmer
- Breakheart
- Brimfield
- C.M. Gardner
- Callahan
- Cape Cod Rail Trail
- Castle Island
- Charles River
- Chester-Blandford
- Chestnut Hill
- Chicopee Memorial
- City Square
- Clarksburg
- C.M. Gardner
- Cochituate
- Connecticut River Greenway
- Cutler
- D.A.R.
- Demarest Lloyd
- Dighton Rock
- Dorchester Shores
- Douglas
- Dunn
- Ellisville Harbor
- Elm Bank
- Erving
- F. Gilbert Hills
- Fall River Heritage
- Federated Women's Club
- Fort Phoenix
- Fort Revere
- Freetown-Fall River
- Gardner Heritage
- Georgetown-Rowley
- Granville
- Great Brook Farm
- Halibut Point
- Hammond Pond
- Hampton Ponds
- Harold Parker
- Hemlock Gorge
- Holyoke Heritage
- Hopkinton
- Horseneck Beach
- J. A. Skinner
- Jug End
- Kenneth Dubuque Memorial
- Lake Dennison
- Lake Lorraine
- Lake Wyola
- Lawrence Heritage
- Leominster
- Lowell-Dracut-Tyngsboro
- Lowell Heritage
- Lower Neponset River Trail
- Lynn Heritage
- Lynn Shore
- Manuel F. Correllus
- Massasoit
- Maudslay
- Middlesex Fells
- Mohawk Trail
- Monroe
- Moore
- Mount Everett
- Mount Grace
- Mount Greylock
- Mount Holyoke Range
- Mount Sugarloaf
- Mount Tom
- Mount Washington
- Myles Standish Monument
- Myles Standish
- Mystic River
- Nahant Beach
- Nantasket Beach
- Nashua River Rail Trail
- Nasketucket Bay
- Natural Bridge
- Neponset River
- Nickerson
- Norwottuck Rail Trail
- October Mountain
- Otter River
- Pearl Hill
- Pilgrim Memorial
- Pittsfield
- Pope John Paul II
- Purgatory Chasm
- Quabbin Reservoir
- Quincy Quarries
- Quincy Shore
- Quinsigamond
- Revere Beach
- Robinson
- Roxbury Heritage
- Rumney Marsh
- Rutland
- Salisbury Beach
- Sandisfield
- Sandy Point
- Savoy Mountain
- Scusset Beach
- Shawme-Crowell
- South Cape Beach
- Southwest Corridor
- Spencer
- Squantum Point
- Stony Brook
- Streeter Point
- Sudbury Reservoir
- Tolland
- Upper Charles River
- Upton
- Wachusett Mountain
- Wachusett Reservoir
- Wahconah Falls
- Walden Pond
- Waquoit Bay National Estuarine Research
- Ware River Watershed
- Webb Memorial
- Wells
- Wendell
- Western Gateway Heritage
- Weymouth
- Whitehall
- Willard Brook
- Willowdale
- Wilson Mountain
- Windsor
- Wompatuck